# Cipicung (Culamega)
Cipicung is een bestuurslaag in het regentschap Tasikmalaya van de provincie West-Java, Indonesië. Cipicung telt 5843 inwoners (volkstelling 2010).